# Raudanjoki
Raudanjoki je rijeka u Rovaniemiju u finskoj Laponiji, pritok rijeke Kemijoki. Duga je oko 150 km, a protječe kroz nekoliko jezera kao što su Yli-Nampajärvi, Vikajärvi, Olkkajärvi i Jyrhämäjärvi.

## Vanjske poveznice
|  | Zajednički poslužitelj ima još gradiva o temi Raudanjoki |